# Tanvald zastávka
Tanvald zastávka je železniční zastávka, která se nachází v Tanvaldu a leží v km 26,548 trati Liberec–Harrachov. Denně tuto zastávku využije přes tisíc cestujících.

## Poloha
Stanice leží v České republice v Libereckém kraji v Tanvaldě v Jizerských horách.

## Historie
Zastávka byla otevřena společně s celou tratí 10. října 1894, provozovatelem dráhy byla Liberecko-jablonecko-tanvaldská dráha (Reichenberg–Gablonz–Tannwalder Eisenbahn, RGTE) (zestátněna 1930), dopravu zajišťovala nejprve Jihoseveroněmecká spojovací dráha, po jejím zestátnění pak státní dráhy. Zastávka nesla původně název Unter Tannwald, později Dolní Tanvald, od roku 1963 pak Tanvald zastávka. V roce 2015 prošla zastávka modernizací, v rámci které získala nové nástupiště. Budova zastávky byla rekonstruována v roce 2019.

## Popis
Zastávka leží mezi stanicí Tanvald a zastávkou Smržovka dolní nádraží na železniční trati Liberec–Harrachov. Zastávka je vybavena jednostranným nástupištěm o délce 80 metrů a výšce 550 mm nad temenem kolejnice. Cestujícím slouží krytá veranda. Přístup na nástupiště je bezbariérový.

## Doprava
Staví zde všechny osobní vlaky linky L1 Liberec – Tanvald – Harrachov - Szklarska Poręba Górna.

### Odbavení cestujících
Stanice zajišťující odbavení cestujících ve vnitrostátní přepravě včetně místenek.